# Scopula oliveta
Scopula oliveta är en fjärilsart som beskrevs av Louis Beethoven Prout 1920. Scopula oliveta ingår i släktet Scopula och familjen mätare. Inga underarter finns listade.